# وحشی زیبا
«وحشی زیبا» (انگلیسی: Pretty Savage) ترانه‌ای از گروه دخترانهٔ کره‌ای بلک‌پینک از نخستین آلبوم استودیویی کره‌ای آنها به نام آلبوم است. این ترانه در ۲ اکتبر ۲۰۲۰ توسط وای‌جی و اینترسکوپ منتشر شد. ترانه‌سرایی این آهنگ بر عهدهٔ تدی، دنی چونگ، لورن و وینس بوده است و تهیه‌کنندگی آن را تدی در کنار ۲۴، آر. تی و بکو بوم انجام داده است. از نظر محتوایی، این ترانه به این گروه می‌پردازد که به نظر دیگران اهمیتی نمی‌دهند. این ترانه همراه با «دخترهای دل‌باخته» در چندین برنامهٔ موسیقی کره جنوبی از جمله شو! میوزیک کور و اینکیگایو و همچنین در برنامهٔ برنامه آخر آخر شب با جیمز کوردن به عنوان یک اجرای پیش‌نمایش برای کنسرت پخش زندهٔ خود به نام د شو، اجرا کردند.
«وحشی زیبا» در تاپ ۱۰۰ چندین کشور از جمله استرالیا، کانادا، مالزی، نیوزیلند، سنگاپور و کره جنوبی قرار گرفت. هرچند که این ترانه وارد بیلبورد هات ۱۰۰ ایالات متحده آمریکا نشد اما در جایگاه شماره بیست و یک جدول بابلینگ آندر هات ۱۰۰ قرار گرفت.

## اعتبارات و پرسنل
اعتبارات برگرفته از تیدال و وبگاه رسمی گروه است.
- بلک‌پینک – وکال
- تدی – تهیه‌کننده، ترانه‌سرا، آهنگساز، تنظیم کننده
- ۲۴ – تهیه‌کننده، آهنگساز، تنظیم کننده
- آر. تی – تهیه‌کننده، آهنگساز، تنظیم کننده
- بکو بوم – آهنگساز
- دنی چونگ – ترانه‌سرا
- لورن – ترانه‌سرا
- وینس – ترانه‌سرا
- جیسون رابرتس – میکسر